# Tutasá (ort i Colombia)
Tutasá är en ort i Colombia.   Den ligger i departementet Boyacá, i den centrala delen av landet, 210 km nordost om huvudstaden Bogotá. Tutasá ligger 2 872 meter över havet och antalet invånare är 292.
Terrängen runt Tutasá är kuperad söderut, men norrut är den bergig. Runt Tutasá är det ganska tätbefolkat, med 62 invånare per kvadratkilometer. Närmaste större samhälle är Belén, 7,8 km sydväst om Tutasá. I omgivningarna runt Tutasá växer i huvudsak städsegrön lövskog.